# Qatar Rail
Die Qatar Railways Company (kurz QRail) ist eine im Aufbau befindliche Eisenbahngesellschaft im Emirat Katar. Ende 2009 hat die Deutsche Bahn den Auftrag erhalten, in Katar ein 325 Kilometer umfassendes Schienenverkehrsnetz für den Personen- und Güterverkehr aufzubauen. Dazu gehören:
- Die Doha Metro mit vier Linien in der Hauptstadt Doha; Länge 300 km, 98 Stationen, u. a. Anbindung des Hamad International Airport
- Die Stadtbahn Lusail nördlich der Hauptstadt Doha
- Personenverkehrsstrecke nach Saudi-Arabien; Länge 143 km, Höchstgeschwindigkeit zwischen 220 und 270 km/h für Personenverkehr und 120 km/h für Güterverkehr. (Gulf Railway/GCC Railway)[2]
- weitere 325 km Strecken für gemischten Güter- und Personenverkehr

Der vollständige Betrieb von 3 Metrolinien (Rote Linie, Goldene Linie und Grüne Linie) wurde 2020 aufgenommen. Mit der Realisierung der Phase 2 wird bis 2025/2026 gerechnet.
Betraut mit dem Aufbau der Infrastruktur und der Organisation wurde die am 22. November 2009 gegründete Qatar Railways Development Company (QRDC) mit Sitz in Katar. Gesellschafter waren zunächst das staatliche Investmentunternehmen Qatari Diar mit 51 % und die Deutsche Bahn AG. Letztere verkaufte ihre Anteile jedoch im Jahr 2012. Weiterhin betreut DB Engineering & Consulting GmbH die Umsetzung des Projekts.
Das Investitionsvolumen beträgt 17 Milliarden Euro.
Seit Januar 2017 ist H.E. Dr. Abdulla Bin Abdulaziz Turki Al Subaie neuer CEO. Er übernahm die Position von Saad Ahmed Al Muhannadi.